# Віллі ван Пір
Віллі ван Пір — почесний професор факультету мов і літератури Мюнхенського університету Людвіга-Максиміліана (Німеччина), мовознавець, літературознавець, один із засновників емпіричного вивчення літератури. Ван Пір опублікував чимало праць у основних напрямках своїх досліджень: foregrounding, наратологія, літературний аналіз, літературна теорія та емоції в літературі. Ван Пір був віце-президентом Міжнародної асоціації емпіричної естетики (IEAE, 1996–1998), президентом Всесвітньої асоціації поетики і лінгвістики (PALA, 2000-2003) і Міжнародного товариства емпіричного вивчення літератури і засобів масової інформації (IGEL, 2004-2006). Він також був співредактором серії«Лінгвістичний підхід до вивчення літератури» (2000–2010) і редактором-засновником наукового журналу «Наукове літературознавство» (2011). У 2008 році на його честь було опубліковано колектичну монографію “Напрямки емпіричного літературознавства” (під редакцією С. Зінгер, М. Бортолуссі, Г. Чеснокової та Я. Аурахера).
Докторська дисертація ван Піра та монографія “Stylistics and Psychology. Investigations of Foregrounding” (1986) стали першою спробою емпірично підтвердити теорію висунення, яку розробили російські формалісти та празькі структуралісти.

## Проєкт REDES
Міжнародний науковий проєкт "Розробки в галузі емпіричних досліджень" (REDES, 2002-2012) розпочався, коли Віллі ван Пір та Франк Хакемюлдер (Утрехтський університет) були запрошені до викладання у літній школі Федерального університету Ріо-де-Жанейро (Бразилія) і познайомилися з проєктом, який у той час вела Соня Зінгер у світлі принципів критичної педагогіки. Вони запросили приєднатися Ганну Чеснокову (тоді ще з Київського національного лінгвістичного університету). Основною метою проєкту було створення умов, за яких студенти ставали б самостійними дослідниками завдяки міжкультурній онлайн-співпраці та особистим зустрічам.
Протягом десятиліття міжнародна дослідницька група REDES вивчала культуру, літературу, мови та засоби масової інформації з погляду різноманіття культур.

## Вибрані праці
- Ван Пір, Віллі (2020). Stylistics and Psychology. Investigations of Foregrounding. ISBN 9780367672461
- Ван Пір, Віллі та Ганна Чеснокова (2022). Experiencing Poetry: A Guidebook to Psychopoetics.